# Alte Allee 2 (München)

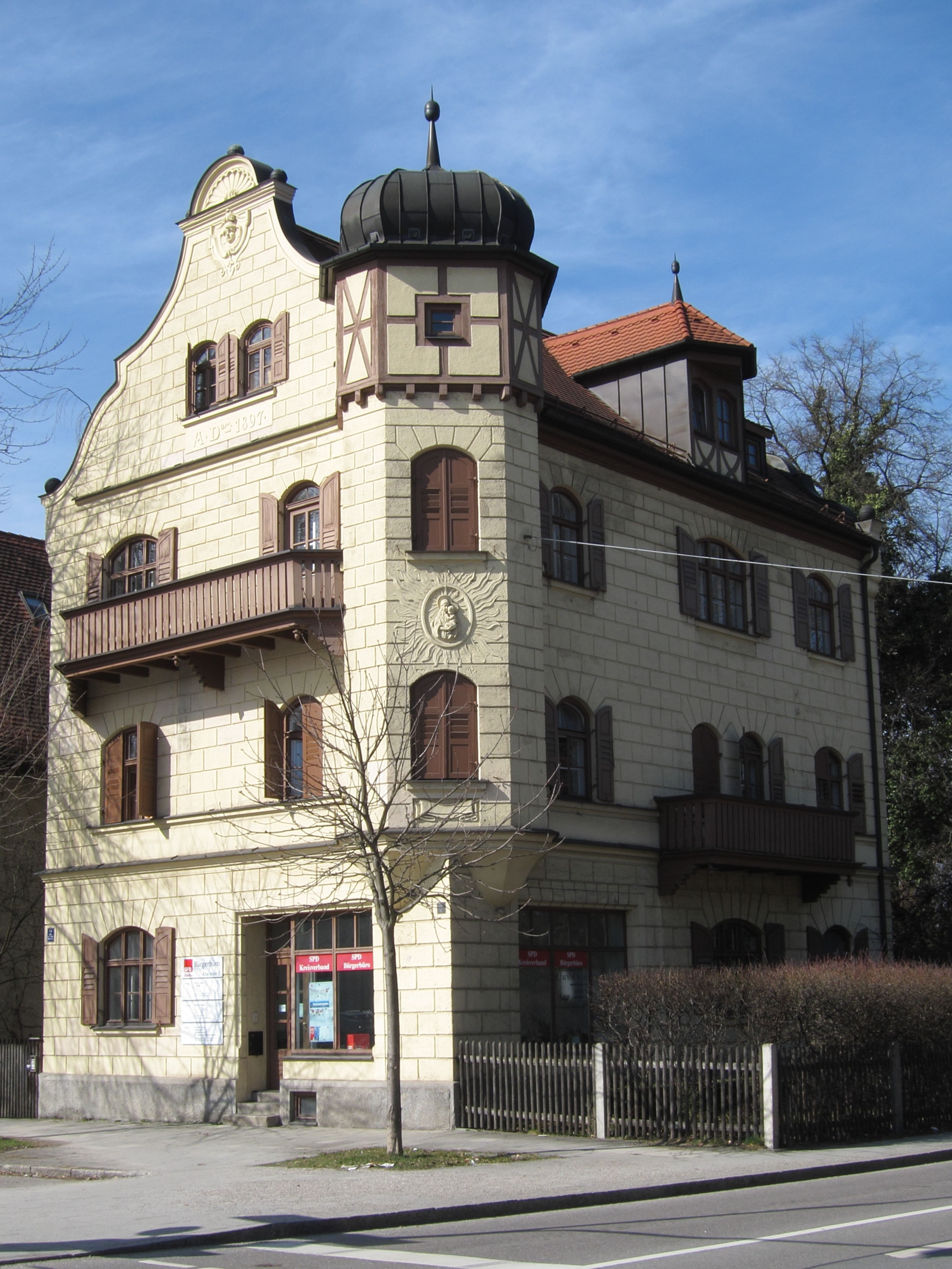
Gebäude Alte Allee 2 im Stadtteil Pasing von München (gesehen von der Pippinger Straße)

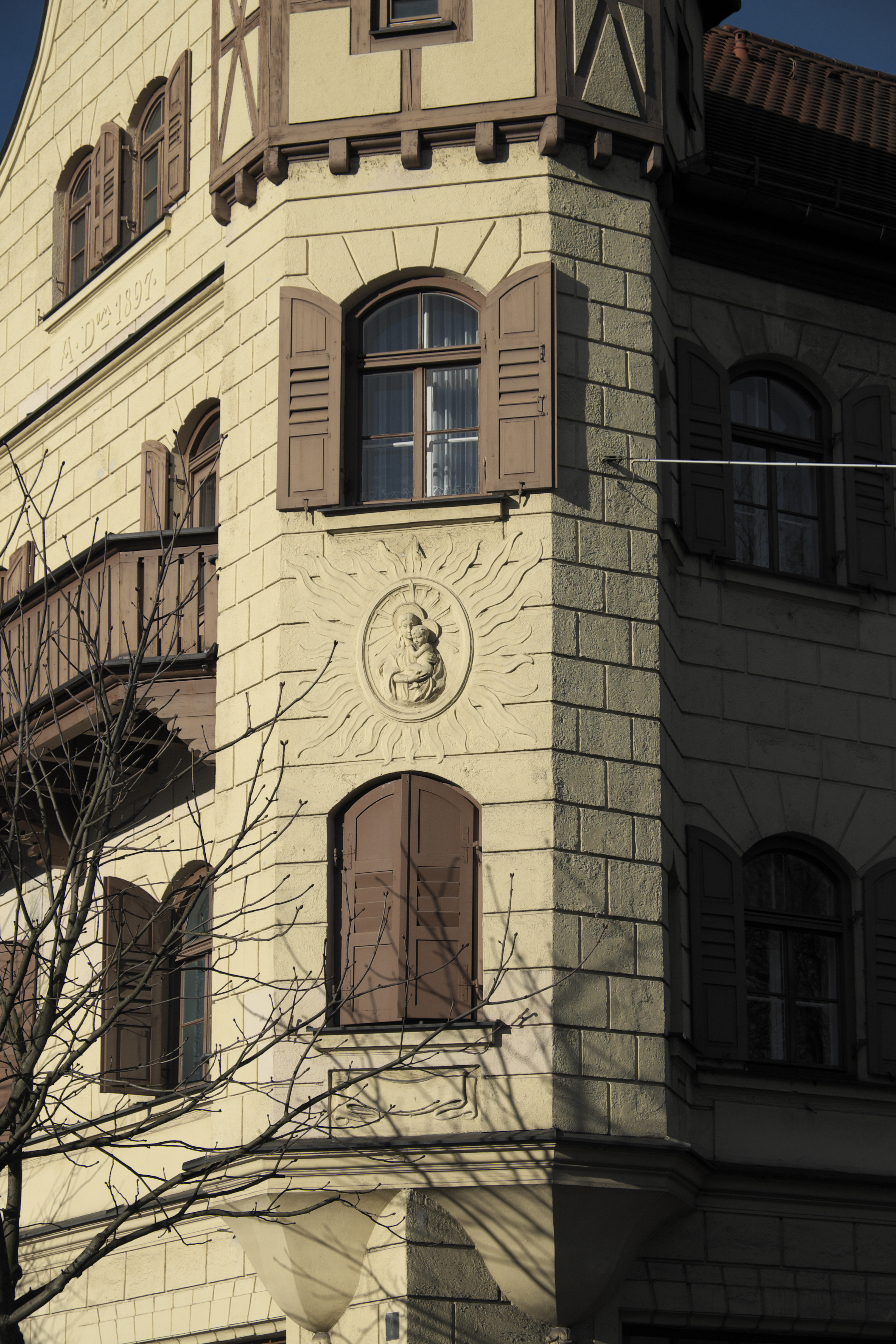
Eckerker mit Relief Madonna und Kind

Das Gebäude Alte Allee 2 im Stadtteil Pasing der bayerischen Landeshauptstadt München wurde 1897 errichtet. Das Wohnhaus in der Alten Allee, zur Villenkolonie Pasing II gehörend, ist ein geschütztes Baudenkmal.

## Lage
Das Haus Alte Allee 2 grenzt mit der westlichen Langseite und einem Eckerker über drei Stockwerke an die Pippinger Straße, da die Alte Allee an einer Einmündung der Pippinger Straße beginnt, an der sich nur noch das Haus Nr. 4 befindet.

## Beschreibung
Das dreigeschossige Haus wurde nach Plänen des Architekten August Exter errichtet. Das Wohnhaus mit einem Bürgerbüro einer Partei im Erdgeschoss wurde im Neurenaissance-Stil erbaut. Es besitzt eine Putzgliederung und einen Schweifgiebel zur Straße, der mit einem Relief eines Kopfes abschließt. Der Eckerker mit Haube und einem Obergeschoss in Fachwerkbauweise wird von einem Dachknauf bekrönt. Alle Fenster sind rundbogig und besitzen hölzerne Fensterläden. Unter den zwei Fenstern des Schweifgiebels befindet sich die Inschrift „A Dom 1897“ (Im Jahr des Herrn 1897). Am Erker ist ein Relief der Madonna mit Kind im Flammenkranz angebracht.